# Impatiens shimianensis
Impatiens shimianensis är en balsaminväxtart som beskrevs av G.C.Zhang och Li Bing Zhang. Impatiens shimianensis ingår i släktet balsaminer, och familjen balsaminväxter. Inga underarter finns listade i Catalogue of Life.